# Patricia Kaas
Patricia Kaas (Forbach, 5 de diciembre de 1966) es una cantante francesa que representó a su país en el Festival de la Canción de Eurovisión en 2009 y fue candidata a Marianne (personificación de la República) en 2000.

## Biografía
Creció en Stiring-Wendel en una familia de siete hermanos, de madre alemana y padre minero francés. Con la ayuda de sus padres, Patricia empieza a dar conciertos a la edad de 8 años. Cantaba las canciones de Sylvie Vartan, Claude François y Mireille Mathieu, y también canciones estadounidenses como "New York, New York".
A los 13 años firma un contrato con el cabaret alemán Rumpelkammer de Sarrebruck, donde cantará todas las noches de sábado durante 7 años. En 1985 es "descubierta" por el actor Gérard Depardieu, quien decide producir la primera canción de Kaas, "Jalouse", que resulta un mediano fracaso.
Dos años después se encontrará con Didier Barbelivien, que le escribirá la canción "Mademoiselle chante le blues", que se graba en 1988. A partir de ahí Patricia venderá millones de discos entre 1988 y 1999 gracias a su carisma, su voz excepcional y sus buenos compositores (en particular Jean-Jacques Goldman y Pascal Obispo).
En 1993 y 1994 realizó una gran gira por el mundo Tour de Charme de la cual se editó un CD. En 2002 participó junto a Jeremy Irons en un filme de Claude Lelouch (And Now... Ladies and Gentlemen), su primera experiencia en la gran pantalla y cuya banda sonora está incluida en su álbum Piano Bar by Patricia Kaas, un homenaje a la canción francesa.
Patricia fue la representante de Francia en el Festival de la Canción de Eurovisión 2009 en Moscú con la canción "Et s'il fallait le faire". La gala del Festival se celebró el 16 de mayo de aquel año, día en el que Kaas nunca canta por ser en aniversario del fallecimiento de su madre.
Su actuación fue una de las más aplaudidas de la noche. Siendo la única artista ovacionada tres veces de manera espontánea por el público en toda la historia del festival de Eurovisión. Quedó clasificada en la 8.ª posición de la Final del concurso con 107 puntos.

## Discografía
- 1988: Mademoiselle chante...
- 1990: Scène de vie
- 1991: Carnets de scène 1
- 1993: Je te dis vous
- 1995: Tour de charme 1
- 1997: Dans ma chair
- 1997: Black Coffee
- 1998: Rendez-vous 1
- 1999: Le Mot de passe
- 1999: Christmas in Vienna VI (con Plácido Domingo y Alejandro Fernández).
- 2000: Long Box (los álbumes Scène de vie, Je te dis vous, Dans ma chair y Le mot de passe).
- 2000: Ce sera nous 1
- 2001: Les indispensables de Patricia Kaas 1
- 2001: Rien ne s'arrête/Best Of 1987–2001 2
- 2002: Piano Bar (album)
- 2003: Sexe fort
- 2005: Toute la musique... 1
- 2007: Ma Liberté contre la tienne 2
- 2008: Kabaret
- 2009: Kabaret sur scène 1
- 2011: Kaas chante Piaf

1 Live álbumes

2 Compilaciones

### Live DVD
- 1998: Rendez-vous
- 2000: Ce sera nous
- 2004: Carnets de scène
- 2004: Tour de charme
- 2005: Toute la musique…

## Filmografía

### Como actriz
- 2001: And now... Ladies and Gentlemen de Claude Lelouch
- 2012: Assassinée (telefilm) de Thierry Binisti